# 馮勗
馮勗，字方寅，号勉曾，又号葑东逸史，江南长洲人，清朝政治人物。

## 生平
由庶吉士杨作桢荐举，登康熙十八年己未博學宏詞科，授翰林院检讨，后罢归。著有《葑东集》。